# Katacamilla vanharteni
Katacamilla vanharteni är en tvåvingeart som beskrevs av Barraclough 2005. Katacamilla vanharteni ingår i släktet Katacamilla och familjen gnagarflugor. Inga underarter finns listade i Catalogue of Life.